# Gorxheim
Gorxheim ist der nach der Einwohnerzahl kleinste, gleichwohl aber namensgebende Ortsteil der Gemeinde Gorxheimertal im südhessischen Landkreis Bergstraße. Im östlichen Tal der Gemarkung zwischen Gorxheim und dem Ortsteil Unter-Flockenbach liegt der historische Weiler Kunzenbach.

## Geographie
Gorxheim liegt, im Odenwald ca. 12 km südlich von Heppenheim und 1,5 km nordwestlich der Gemeindeverwaltung in Unter-Flockenbach, am Grundelbach. Weinheim an der Bergstraße ist in westlicher Richtung nur rund zwei Kilometer von Gorxheim entfernt. Der Gundelbach entspringt südlich von Oberflockenbach und durchfließt die Ortsteile von Gorxheimertal, bevor er in Weinheim in die Weschnitz mündet. Das Gebiet des Ortsteils besteht aus der Gemarkung Gorxheim mit einer Fläche von 223 Hektar, davon sind 14 Hektar Wald. Die Gemarkung reicht Westen bis an die Landesgrenze zwischen Hessen und Baden-Württemberg. Die Ortslage befindet sich auf 153 bis 200 m ü. NHN und der höchste Punkt der Gemarkung ist mit 415 m der Geiersberg im Nordosten der Gemarkung. In der Gemarkung liegt der Siedlungsplatz Siedlung Unter-Kunzenbach. Südlich der Ortslage, jenseits der Landesgrenze, liegt der offenbar für den Ort namensgebende 312 Meter hohe Gorxenkopf.
An den Ortsteil Gorxheim grenzen, von Norden beginnend, im Uhrzeigersinn, die Gemeinde Birkenauer und dessen Ortsteil Buchklingen, im Osten Goxheimertal-Unter-Flockenbach und im Süden und Westen jenseits der Landesgrenze die Stadt Weinheim. Durch den Ort verläuft die Landesstraße 3257, die von Weinheim über Gorxheim, Unter-Flockenbach und Trösel weiter nach Unter-Abtsteinach verläuft.

## Geschichte

### Von den Anfängen bis zum 18. Jahrhundert
Gorxheim entstand im Gebiet der ehemaligen Mark Heppenheim, einem Verwaltungsbezirk des Frankenreichs. Am 20. Januar 773 schenkte Karl der Große den Ort Heppenheim nebst der ausgedehnten Mark Heppenheim, dem Reichskloster Lorsch. Von dort wurde die Urbarmachung und Besiedlung des Gebietes betrieben. Der Blütezeit des Klosters Lorsch, in dessen Gebiet Gorxheim lag, folgte im 11. und 12. Jahrhundert sein Niedergang. 1232 wurde das Kloster dem Erzbistum Mainz unterstellt. 1461 verpfändet Kurmainz infolge der Mainzer Stiftsfehde diese Besitzungen an die Kurpfalz. Diese wechselte 1556 zum protestantischen Glauben und hob 1564 das Kloster auf.
1267 wird erstmals ein Burggraf auf der Starkenburg (über Heppenheim) genannt, der auch das „Amt Starkenburg“, zu dem Gorxheim zählte, verwaltete.
Im Verlauf der für Kurmainz verhängnisvollen Mainzer Stiftsfehde wurde das Amt Starkenburg an Kurpfalz wiedereinlöslich verpfändet und blieb anschließend für 160 Jahre pfälzisch. Pfalzgraf Friedrich I. ließ sich für seine Unterstützung von Erzbischof Dieter – im durch die Kurfürsten am 19. November 1461 geschlossenen „Weinheimer Bund“ – das „Amt Starkenburg“ verpfänden. Kurmainz erhielt dabei das Recht, das Pfand für 100.000 Pfund wieder einzulösen.
Die erste urkundliche Erwähnung des Ortes findet sich 1486 mit dem Namen Georgsheim, als Kurfürst Philipp von der Pfalz als Landesherr der früheren Kurmainzer Orte Georgsheim und Buchklingen einer Gewerkschaft in Aschaffenburg eine Kupfergrube am Eichelberg verschrieb. Wann genau Kurmainz in den Besitz von Gorxheim kam, ist nicht belegt.
In den Anfängen der Reformation sympathisierten die pfälzischen Herrscher offen mit dem lutherischen Glauben, aber erst unter Ottheinrich (Kurfürst von 1556 bis 1559) erfolgte der offizielle Übergang zur lutherischen Lehre. Danach wechselten seine Nachfolger und gezwungenermaßen auch die Bevölkerung mehrfach zwischen der lutherischen, reformierten und calvinistischen Religion. Als Folge der Reformation hob die Kurpfalz 1564 das Kloster Lorsch auf. Die bestehenden Rechte wie Zehnten, Grundzinsen, Gülten und Gefälle des Klosters wurden fortan durch die „Oberschaffnerei Lorsch“ wahrgenommen und verwaltet.
Als Gericht und untergeordnete Verwaltungseinheit entwickelte sich die Zent Abtsteinach, deren älteste erhalten gebliebene Beschreibung aus dem Jahr 1590 stammt, in der aber Gorxheim noch nicht genannt wurde.
Im Laufe des Dreißigjährigen Krieges (1618–1648) eroberten spanische Truppen der „Katholischen Liga“ die Region und stellten dabei 1623 die Kurmainzer Herrschaft wieder her. Dadurch wurde die durch die Pfalzgrafen eingeführte Reformation weitgehend wieder rückgängig gemacht und die Bevölkerung musste wieder zum katholischen Glauben zurückkehren. Zwar zogen sich die spanischen Truppen nach 10 Jahren vor den anrückenden Schweden zurück, aber nach der katastrophalen Niederlage der Evangelischen in der Nördlingen 1634 verließen auch die Schweden die Bergstraße, und mit dem Schwedisch-Französischen Krieg begann ab 1635 das blutigste Kapitel des Dreißigjährigen Krieges. Aus der Region berichten die Chronisten aus jener Zeit: „Pest und Hunger wüten im Land und dezimieren die Bevölkerung, sodass die Dörfer öfters völlig leer stehen“. Mit dem Westfälischen Frieden von 1648 wurde die Einlösung der Pfandschaft endgültig festgeschrieben.
1658 ließ der Mainzer Erzbischof Johann Philipp von Schönborn in Ober-Abtsteinach eine dem heiligen Bonifatius geweihte Kirche errichten, zu deren Pfarrei 23 Orte gehören. Es war die einzige Kirche der ganzen „Zent Abtsteinach“ und zählte zum „Bergsträßer Landkapitel“.
Aus dem Jahr 1654 ist der Nachweis erhalten, dass alle „Centmänner“ Leibeigene von Kurmainz waren.
Als es 1782 zu einer Umstrukturierung der Ämter im Bezirk der Kurmainzer Amtskellerei Heppenheim kam, wurde der Bereich des Oberamts Starkenburg in die vier untergeordneten Amtsvogteien Heppenheim, Bensheim, Lorsch und Fürth aufgeteilt. Die Zente Abtsteinach, Fürth und Mörlenbach wurden der Amtsvogtei Fürth unterstellt und mussten ihre Befugnisse weitgehend abgeben. Zwar blieb die Zentordnung mit dem Zentschultheiß formal bestehen, dieser konnte jedoch nur noch die Anordnungen der übergeordneten Behörden (Oberamt Starkenburg, Unteramt Fürth) ausführen. Das „Oberamt Starkenburg“ gehörte verwaltungsmäßig zum „Unteren Erzstifts“ des Kurfürstentums Mainz.

### Vom 19. Jahrhundert bis heute

#### Gorxheim wird hessisch
Das ausgehende 18. und beginnende 19. Jahrhundert brachte Europa weitreichende Änderungen. Als Folge der Napoleonischen Kriege wurde bereits 1797 das „Linke Rheinufer“ und damit der linksrheinische Teil von Kurmainz durch Frankreich annektiert. In seiner letzten Sitzung verabschiedete im Februar 1803 der Immerwährende Reichstag in Regensburg den Reichsdeputationshauptschluss, der die Bestimmungen des Friedens von Luneville umsetzte und die territorialen Verhältnisse im Heiligen Römischen Reich (Deutscher Nation) neu regelte. Dabei erhielt die Landgrafschaft Hessen-Darmstadt, als Ausgleich für verlorene linksrheinische Gebiete, unter anderem rechts des Rheins gelegene Teile der aufgelösten Fürstentümer Kurmainz, Kurpfalz und des Worms zugesprochen. Auch das Oberamt Starkenburg und mit ihm Gorxheim kam an Hessen-Darmstadt. Dort wurde die „Amtsvogtei Fürth“ vorerst als hessisches Amt weitergeführt, während das Oberamt Starkenburg 1805 aufgelöst wurde. Die übergeordnete Verwaltungsbehörde war der „Regierungsbezirk Darmstadt“, der ab 1803 auch als „Fürstentum Starkenburg“ bezeichnet wurde.
In der Landgrafschaft Hessen-Darmstadt wurde mit Ausführungsverordnung vom 9. Dezember 1803 das Gerichtswesen neu organisiert. Für das Fürstentum Starkenburg wurde das „Hofgericht Darmstadt“ als Gericht der zweiten Instanz eingerichtet. Die Rechtsprechung der ersten Instanz wurde durch die Ämter bzw. Standesherren vorgenommen. Das Hofgericht war für normale bürgerliche Streitsachen Gericht der zweiten Instanz, für standesherrliche Familienrechtssachen und Kriminalfälle die erste Instanz. Übergeordnet war das Oberappellationsgericht Darmstadt. Damit hatten die Zente und die mit ihnen verbundenen Zentgerichte endgültig ihre Funktionen eingebüßt.
Unter Druck Napoléons gründete sich 1806 der Rheinbund, mit dem gleichzeitigen Reichsaustritt der Mitgliedsterritorien. Dies führte am 6. August 1806 zur Niederlegung der Reichskrone, womit das alte Reich aufhörte zu bestehen.
Am 14. August 1806 erhob Napoleon die Landgrafschaft Hessen-Darmstadt, gegen deren Beitritt zum Rheinbund und Stellung hoher Militärkontingente an Frankreich, zum Großherzogtum, andernfalls drohte er mit Invasion.
1812 wurde das ehemals pfälzische Oberamt Lindenfels aufgelöst, und das bereits als Zentort bestehende Wald-Michelbach erhielt eine eigene Amtsvogtei, deren Amtsbereich auch Gorxheim zugewiesen wurde.
Konrad Dahl berichtet 1812 in seiner Historisch-topographisch-statistische Beschreibung des Fürstenthums Lorsch, oder Kirchengeschichte des Oberrheingaues über
Gorxheim und Kunzenbach (heute innerhalb der Gemarkung Gorxheim) als Orte der „Zent Abtsteinach“:

„Georgsheim oder Gorxheim, ein Weiler von 3 Bauernhöfen mit 7 Häusern und 63 Selen, liegt eine Stunde von Abtsteinach an der Grundelbach, und hat eine Mühle in dem Orte.“

„Kunzenbach (eigentlich Nieder oder Unterkunzenbach) ist in Weiler von 3 Bauerngüthern mit 5 Häusern und 30 Selen. Er ist von Gorxheim nur 1/4 Stund von Abtsteinach aber 1 Stunde entfernt“

Nach der endgültigen Niederlage Napoléons regelte der Wiener Kongress 1814/15 auch die territorialen Verhältnisse für Hessen. Daraufhin wurden 1816 im Großherzogtum Provinzen gebildet. Dabei wurde das vorher als „Fürstentum Starkenburg“ bezeichnete Gebiet, das aus den südlich des Mains gelegenen alten hessischen und den ab 1803 hinzugekommenen rechtsrheinischen Territorien bestand, in „Provinz Starkenburg“ umbenannt.

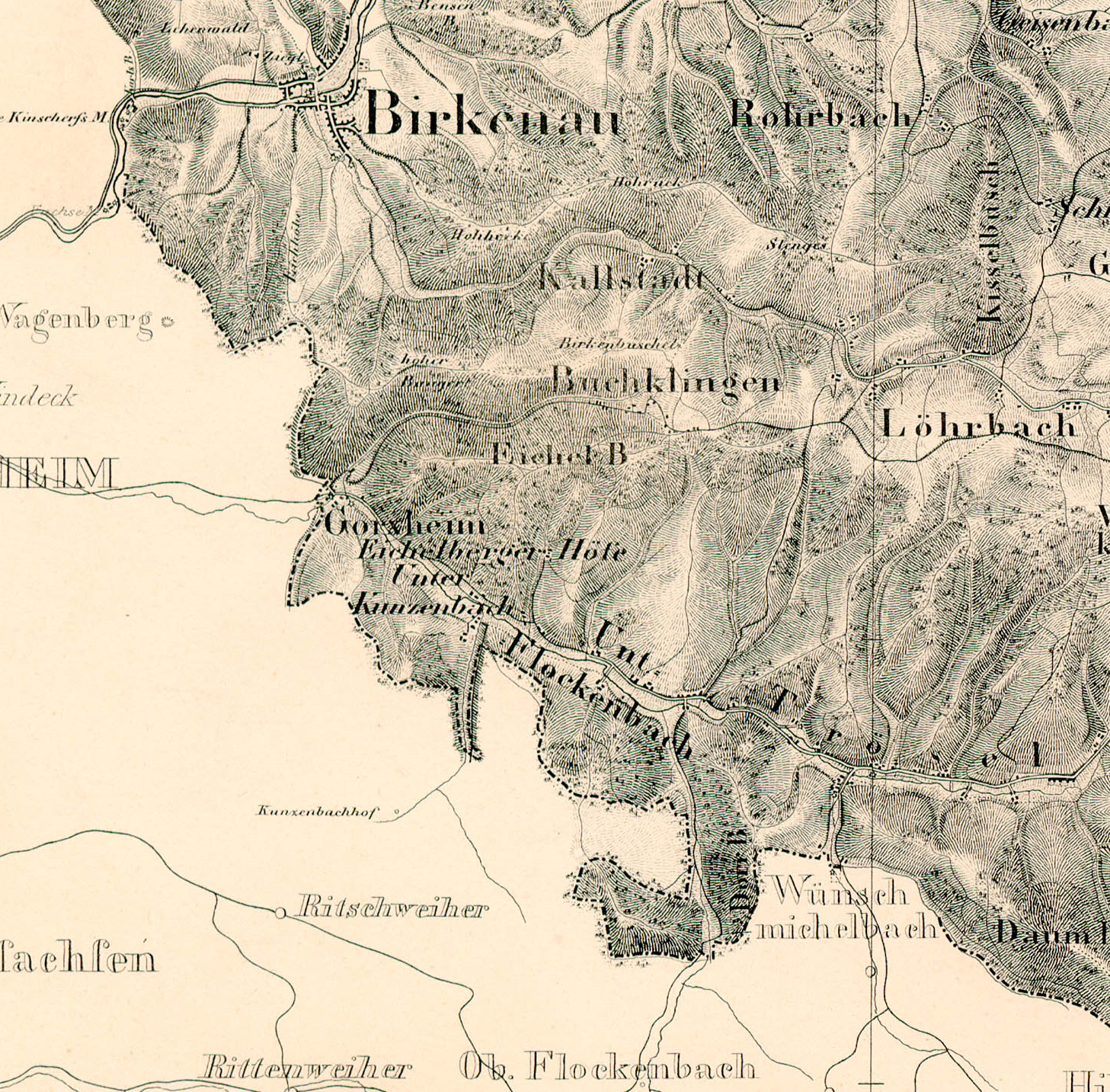
Kartenausschnitt Gorxheim, Trösel und Unter-Flockenbach mit den historischen Weilern Eichenberger Höfe und Kunzenbach aus „Großherzogtums Hessen (1823–1850) – Hirschhorn“

1821 wurden im Rahmen einer umfassenden Verwaltungsreform die Amtsvogteien in den Provinzen Starkenburg und Oberhessen des Großherzogtums aufgelöst und Landratsbezirke eingeführt, wobei Gorxheim zum Landratsbezirk Lindenfels kam. Im Rahmen dieser Reform wurden auch Landgerichte geschaffen, die unabhängig von der Verwaltung waren. Die Landgerichtsbezirke entsprachen in ihrem Umfang den Landratsbezirken, und für den Landratsbezirk Lindenfels war das Landgericht Fürth als Gericht erster Instanz zuständig. Diese Reform ordnete auch die administrative Verwaltung auf Gemeindeebene. So war die Bürgermeisterei in Oberabtsteinach für Gorxheim und die Orte Unter-Flockenbach, Buchklingen, Eichelberg (heute Eichelberger Höfe in der Gemarkung Unter-Flockenbach), Kunzenbach (heute eine Siedlung in der Gemarkung Gorxheim), Löhrbach, Trösel und Unterabtsteinach zuständig. Entsprechend der Gemeindeverordnung vom 30. Juni 1821 gab es keine Einsetzungen von Schultheißen mehr, sondern einen gewählten Ortsvorstand, der sich aus Bürgermeister, Beigeordneten und Gemeinderat zusammensetzte.
Die Statistisch-topographisch-historische Beschreibung des Großherzogthums Hessen berichtet 1829 über Gorxheim und Kunzenbach:

„Gorxheim (L. Bez. Lindenfels) kath. Filialdorf; liegt 4 St. von Lindenfels, in dem bekannten an schönen Waldlandschaften so reichen Gorxheimer Thal, das gegen Weinheim ausläuft. Der Ort hat 11 Häuser und 95 Einw., die bis auf 5 Luth. und 1 Reform. katholisch sind. In der Nähe steht ein einfacher dem Andenken der Odenwälder geweihter Stein, die die Franzosen aus den Thälern vertrieben haben, und den 20. April 1799 an dieser Stelle gefallen sind. Hier wurde früher auf Kupfer gebaut. Im Jahr 1802 kam Gorxheim, auch Georgsheim genannt, von Mainz an Hessen.“

„Kunzenbach (L. Bez. Lindenfels) Weiler; liegt 4 St. von Lindenfels und hat 3 Häuser und 26 katholische Einwohner. Der Weiler heißt eigentlich Nieder- oder Unterkunzenbach, da es auch ein Oberkunzenbach giebt, welches nahe dabei liegt aber schon zum Großherzogthum Baden gehört.“

1832 wurden die Verwaltungseinheiten weiter vergrößert und es wurden Kreise geschaffen. Nach der am 20. August 1832 bekanntgegebenen Neugliederung sollte es in Süd-Starkenburg künftig nur noch die Kreise Bensheim und Lindenfels geben; der Landratsbezirk von Heppenheim sollte in den Kreis Bensheim fallen. Noch vor dem Inkrafttreten der Verordnung zum 15. Oktober 1832 wurde diese aber dahingehend revidiert, dass statt des Kreises Lindenfels neben dem Kreis Bensheim der Kreis Heppenheim als zweiter Kreis gebildet wurde, zu dem jetzt Gorxheim gehörte. 1842 wurde das Steuersystem im Großherzogtum reformiert und der Zehnte und die Grundrenten (Einnahmen aus Grundbesitz) wurden durch ein Steuersystem ersetzt, wie es in den Grundzügen heute noch existiert.
Im Neuestes und gründlichstes alphabetisches Lexicon der sämmtlichen Ortschaften der deutschen Bundesstaaten von 1845 finden sich folgende Einträge über Gorxheim und Kunzenbach:

„Gorxheim b. Lindenfels. – Dorf, zur evangel. Pfarrei Birkenau, resp. kathol. Pfarrei Abt-Steinach gehörig. – 11 H. 95 E. – Großherzogth. Hessen. – Prov. Starkenburg. – Kreis Heppenheim. – Landgericht Fürth. – Hofgericht Darmstadt.  Das Dorf Gorxheim, auch Georgsheim genannt, liegt in dem Gorxheimer Thale u. ist im Jahre 1802 von Mainz an Hessen gekommen.“

„Kunzenbach (Nieder-, auch Unter-Kunzenbach). – Dorf, zur evangelischen Pfarrei Birkenau, resp. kathol. Pfarrei Abt-Steinach gehörig. – 3 H. 26 kathol. E. – Großherzogth. Hessen. – Provinz Starkenburg. – Kreis Heppenheim. – Landgericht Fürth. – Hofgericht Darmstadt.“

Infolge der Märzrevolution 1848 wurden mit dem „Gesetz über die Verhältnisse der Standesherren und adeligen Gerichtsherren“ vom 15. April 1848 die standesherrlichen Sonderrechte endgültig aufgehoben. Darüber hinaus wurden in den Provinzen, die Kreise und die Landratsbezirke des Großherzogtums am 31. Juli 1848 abgeschafft und durch „Regierungsbezirke“ ersetzt, wobei die bisherigen Kreise Bensheim und Heppenheim zum Regierungsbezirk Heppenheim vereinigt wurden. Bereits vier Jahre später, im Laufe der Reaktionsära, kehrte man aber zur Einteilung in Kreise zurück und Gorxheim wurde Teil des neu geschaffenen Kreises Lindenfels.
Die im Dezember 1852 aufgenommenen Bevölkerungs- und Katasterlisten ergaben für Gorxheim: Katholisches Filialdorf mit 113 Einwohnern, bildet mit Kunzenbach eine Gemeinde. Die Gemarkung besteht aus 895 Morgen, davon 208 Morgen Ackerland, 70 Morgen Wiesen und 596 Morgen Wald.
In den Statistiken des Großherzogtums Hessen werden, bezogen auf Dezember 1867, für das Filialdorf Gorxheim mit eigener Bürgermeisterei, 14 Häuser, 136 Einwohnern, der Kreis Lindenfels, das Landgericht Wald-Michelbach, die evangelische Pfarrei Birkenau mit dem Dekanat in Lindenfels und die katholische Pfarrei Ober-Abtsteinach des Dekanats Heppenheim, angegeben. Durch die Bürgermeisterei wurden auch die Eicherberger Höfe (8 Häuser, 58 Einw.), das Filialdorf Kunzenbach (4 Häuser, 39 Einw.) und das Filialdorf Unter-Flockenbach (25 Häuser, 227 Einw.) verwaltet.
Nachdem das Großherzogtum Hessen ab 1871 Teil des Deutschen Reiches geworden war, wurden 1874 eine Reihe von Verwaltungsreformen beschlossen. So wurden die landesständige Geschäftsordnung sowie die Verwaltung der Kreise und Provinzen durch Kreis- und Provinzialtage geregelt. Die Neuregelung trat am 12. Juli 1874 in Kraft und verfügte auch die Auflösung der Kreise Lindenfels und Wimpfen und die Wiedereingliederung Gorxheims in den Kreis Heppenheim.

#### Zeit der Weltkriege
Im Jahr 1927 wurde die Gemarkungsgröße mit 223,9 ha angegeben.
Die hessischen Provinzen Starkenburg, Rheinhessen und Oberhessen wurden 1937 nach der 1936 erfolgten Auflösung der Provinzial- und Kreistage aufgehoben. Zum 1. November 1938 trat eine umfassende Gebietsreform auf Kreisebene in Kraft. In der ehemaligen Provinz Starkenburg war der Kreis Bensheim besonders betroffen, da er aufgelöst und zum größten Teil dem Kreis Heppenheim zugeschlagen wurde. Der Kreis Heppenheim übernahm auch die Rechtsnachfolge des Kreises Bensheim und erhielt den neuen Namen Landkreis Bergstraße.

#### Nachkriegszeit und Gegenwart
Wie die Einwohnerzahlen von 1939 bis 1950 zeigen, hatte auch Gorxheim nach dem Krieg viele Flüchtlinge und Vertriebene aus den ehemaligen deutschen Ostgebieten zu verkraften.
Im Jahr 1961 wurde die Gemarkungsgröße mit 224 ha angegeben, davon waren 13 ha Wald.
Zum 31. Dezember 1970 erfolgte im Zuge der Gebietsreform in Hessen der freiwillige Zusammenschluss von Unter-Flockenbach und Gorxheim zur Gemeinde Grundelbachtal. Zum 31. Dezember 1971 erfolgte dann die Gründung der Gemeinde Gorxheimertal aus Grundbachtal und der Gemeinde Trösel mit den Ortsteilen Gorxheim, Unter-Flockenbach und Trösel. Ortsbezirke nach der Hessischen Gemeindeordnung wurden nicht eingerichtet. Der erste Bürgermeister war Adam Flößer. Das Gemeindewappen der ehemaligen Gemeinde Trösel wurde auf die Gemeinde Gorxheimertal übertragen.
Nach dem Zusammenschluss der drei Orte zur Gemeinde Gorxheimertal berichtet die Dorfchronik:
- 1974 mussten in den Ortsteilen Gorxheim und Unter-Flockenbach Hochwasserschäden beseitigt werden.
- 1975 gründete sich der Musikverein Gorxheimertal.
- 1976 Wurde für die Freiwillige Feuerwehr ein Löschgruppenfahrzeug vom Typ LF-8 beschafft.
- 1986 erfolgte die Einweihung des kommunalen Kindergartens Gorxheim und das 500-jährige Bestehen des Ortsteils Gorxheim wurde gefeiert. Außerdem wurde der „Bildband Gorxheimertal - Bilder aus vergangenen Tagen, Band I“ vorgestellt.
- 1995 Neugestaltung des Ehrenmals im Ortsteil Gorxheim.
- 1997 Auflösung der Ortsteilwehren, Zusammenschluss zur Feuerwehr Gorxheimertal.
- 2005 Beschluss der Gemeindevertretung zur Schließung des Kindergartens Gorxheim zum Ende des Kindergartenjahres 2005/2006.

### Gerichtszugehörigkeit in Hessen
In der Landgrafschaft Hessen-Darmstadt wurde mit Ausführungsverordnung vom 9. Dezember 1803 das Gerichtswesen neu organisiert. Für das Fürstentum Starkenburg wurde das „Hofgericht Darmstadt“ eingerichtet. Es war für normale bürgerliche Streitsachen Gericht der zweiten Instanz, für standesherrliche Familienrechtssachen und Kriminalfälle die erste Instanz. Übergeordnet war das Oberappellationsgericht Darmstadt. Die Rechtsprechung der ersten Instanz wurde weiter durch die Ämter, die Standesherren und Patrimonialgerichte wahrgenommen. Für die Rechtsprechung in Gorxheim war das Amt Fürth zuständig. Ab 1813 war das neu gebildete Justizamt in Fürth die erste Instanz.
Mit Einrichtung der Landgerichte im Großherzogtum Hessen war ab 1821 das Landgericht Fürth das Gericht erster Instanz. 1853 wurde daraus ein neuer Landgerichtsbezirk ausgegliedert, das Landgericht Waldmichelbach, zu dem auch Gorxheim gehörte. Die erwähnten Obergerichte in Darmstadt waren weiter zuständig.
Anlässlich der Einführung des Gerichtsverfassungsgesetzes mit Wirkung vom 1. Oktober 1879, infolge derer die bisherigen großherzoglich hessischen Landgerichte durch Amtsgerichte an gleicher Stelle ersetzt wurden, während die neu geschaffenen Landgerichte nun als Obergerichte fungierten, wurde nun das Amtsgericht Wald-Michelbach im Bezirk des Landgerichts Darmstadt zuständig.
1943 wurde der Amtsgerichtsbezirk Wald-Michelbach kriegsbedingt vorübergehend aufgelöst, dem Amtsgericht Fürth zugeordnet und von dort als Zweigstelle geführt. Dies wurde nach dem Krieg wieder rückgängig gemacht. Zum 1. Juli 1968 wurde dann das Amtsgericht Wald-Michelbach aufgelöst, womit Gorxheim endgültig in die Zuständigkeit des Amtsgerichts Fürth kam.

### Verwaltungsgeschichte im Überblick
Die folgende Liste zeigt die Staaten und Verwaltungseinheiten, denen Gorxheim angehört(e):
- vor 1782: Heiliges Römisches Reich, Kurfürstentum Mainz, Amt Starkenburg (1461–1650 an Kurpfalz verpfändet), Zent Abtsteinach
- ab 1782: Heiliges Römisches Reich, Kurfürstentum Mainz, Unteres Erzstift, Oberamt Starkenburg, Amtsvogtei Fürth
- ab 1803: Heiliges Römisches Reich, Landgrafschaft Hessen-Darmstadt,[Anm. 2] Fürstentum Starkenburg, Amt Fürth
- ab 1806: Großherzogtum Hessen,[Anm. 3] Fürstentum Starkenburg, Amt Fürth[30]
- ab 1812: Großherzogtum Hessen, Fürstentum Starkenburg, Amt Waldmichelbach
- ab 1815: Großherzogtum Hessen, Provinz Starkenburg, Amt Waldmichelbach
- ab 1821: Großherzogtum Hessen, Provinz Starkenburg, Landratsbezirk Lindenfels (Trennung zwischen Justiz (Landgericht Fürth) und Verwaltung)
- ab 1832: Großherzogtum Hessen, Provinz Starkenburg, Kreis Heppenheim
- ab 1848: Großherzogtum Hessen, Regierungsbezirk Heppenheim
- ab 1852: Großherzogtum Hessen, Provinz Starkenburg, Kreis Lindenfels
- ab 1874: Großherzogtum Hessen, Provinz Starkenburg, Kreis Heppenheim
- ab 1871: Deutsches Reich, Großherzogtum Hessen, Provinz Starkenburg, Kreis Heppenheim
- ab 1918: Deutsches Reich, Volksstaat Hessen,[Anm. 4] Provinz Starkenburg, Kreis Heppenheim
- ab 1938: Deutsches Reich, Volksstaat Hessen, Landkreis Bergstraße[31][Anm. 5]
- ab 1945: Deutsches Reich, Amerikanische Besatzungszone,[Anm. 6] Groß-Hessen, Regierungsbezirk Darmstadt, Landkreis Bergstraße
- ab 1946: Deutsches Reich, Amerikanische Besatzungszone, Hessen, Regierungsbezirk Darmstadt, Landkreis Bergstraße
- ab 1949: Bundesrepublik Deutschland, Hessen, Regierungsbezirk Darmstadt, Landkreis Bergstraße
- ab 1970: Bundesrepublik Deutschland, Hessen, Regierungsbezirk Darmstadt, Landkreis Bergstraße, Gemeinde Grundelbachtal
- ab 1971: Bundesrepublik Deutschland, Hessen, Regierungsbezirk Darmstadt, Landkreis Bergstraße, Gemeinde Gorxheimertal

## Bevölkerung

### Einwohnerentwicklung
| • 1806: | 69 Einwohner, 7 Häuser                 |
| • 1812: | 63 Seelen, 3 Bauernhöfen mit 7 Häusern |
| • 1829: | 95 Einwohner, 11 Häuser                |
| • 1867: | 175 Einwohner, 18 Häuser               |

| Gorxheim: Einwohnerzahlen von 1806 bis 2011 | Gorxheim: Einwohnerzahlen von 1806 bis 2011 | Gorxheim: Einwohnerzahlen von 1806 bis 2011 | Gorxheim: Einwohnerzahlen von 1806 bis 2011 | Gorxheim: Einwohnerzahlen von 1806 bis 2011 |
| --- | ------------------------------------------- | ------------------------------------------- | ------------------------------------------- | ------------------------------------------- |
| Jahr |                                             |                                             |                                             | Einwohner                                   |
| 1806 | 1806                                        |                                             | 69                                          | 69                                          |
| 1812 | 1812                                        |                                             | 63                                          | 63                                          |
| 1829 | 1829                                        |                                             | 95                                          | 95                                          |
| 1834 | 1834                                        |                                             | 124                                         | 124                                         |
| 1840 | 1840                                        |                                             | 151                                         | 151                                         |
| 1846 | 1846                                        |                                             | 153                                         | 153                                         |
| 1852 | 1852                                        |                                             | 140                                         | 140                                         |
| 1858 | 1858                                        |                                             | 173                                         | 173                                         |
| 1864 | 1864                                        |                                             | 170                                         | 170                                         |
| 1871 | 1871                                        |                                             | 174                                         | 174                                         |
| 1875 | 1875                                        |                                             | 170                                         | 170                                         |
| 1885 | 1885                                        |                                             | 168                                         | 168                                         |
| 1895 | 1895                                        |                                             | 233                                         | 233                                         |
| 1905 | 1905                                        |                                             | 333                                         | 333                                         |
| 1910 | 1910                                        |                                             | 360                                         | 360                                         |
| 1925 | 1925                                        |                                             | 403                                         | 403                                         |
| 1939 | 1939                                        |                                             | 460                                         | 460                                         |
| 1946 | 1946                                        |                                             | 677                                         | 677                                         |
| 1950 | 1950                                        |                                             | 703                                         | 703                                         |
| 1956 | 1956                                        |                                             | 744                                         | 744                                         |
| 1961 | 1961                                        |                                             | 761                                         | 761                                         |
| 1967 | 1967                                        |                                             | 856                                         | 856                                         |
| 1970 | 1970                                        |                                             | 891                                         | 891                                         |
| 1980 | 1980                                        |                                             | ?                                           | ?                                           |
| 1990 | 1990                                        |                                             | ?                                           | ?                                           |
| 2000 | 2000                                        |                                             | ?                                           | ?                                           |
| 2011 | 2011                                        |                                             | 804                                         | 804                                         |
| Datenquelle: Historisches Gemeindeverzeichnis für Hessen: Die Bevölkerung der Gemeinden 1834 bis 1967. Wiesbaden: Hessisches Statistisches Landesamt, 1968. Weitere Quellen: LAGIS; Zensus 2011 |                                             |                                             |                                             |                                             |

### Historische Religionszugehörigkeit
| • 1829: | 5 lutheranische (= 5,26 %), ein reformierter (= 1,05 %) und 89 katholische (= 93,68 %) Einwohner |
| • 1961: | 110 evangelische (= 14,45 %), 635 katholische (= 83,44 %) Einwohner                              |

## Verkehr
Für den Straßenverkehr ist Gorxheim durch die Landesstraße L 3257 erschlossen, die in West-Ost-Richtung von Weinheim kommend, alle Ortsteile von Gorxheimertal verbindet und weiter nach Unter-Abtsteinach führt.